# イエスマン “YES”は人生のパスワード
『イエスマン “YES”は人生のパスワード』（Yes Man）は、2008年にアメリカとイギリスで製作されたコメディ映画である。監督はペイトン・リード。主演はジム・キャリー。この映画は2005年にイギリス人のダニー・ウォレスが自身の経験を元に執筆したYes Manという本に基づいている。
2007年10月からカリフォルニア州ロサンゼルスで撮影が開始された。日本公開は2009年3月。

## ストーリー
銀行員のカールはいつもいつもプライベートでも仕事でも答えは「NO」と言い、友人との付き合いや様々な勧誘・職場の個人融資の審査などあらゆることを断る生活を送っていた。カールは3年前の離婚を引きずり親友・ピーターが婚約を発表するが喜べず、職場では上司・ノーマンから昇進話がダメになったと伝えられる。そんな中カールは、知人のニックから「“イエスマン”になって人生が変わった。お前も人生を楽しめ」と怪しげなセミナーの冊子を渡される。人との付き合いを断り続けて孤独死する夢を見たカールは将来が不安になり、見学のつもりでセミナーに足を運ぶ。
大勢の参加者がホールに集まる中、ステージに現れた代表・テレンスが初めて参加したカールに目をつけ対面式でイエスマンについて説く。テレンスはカールに、今後決断を迫られた時「イエス」といえば人生がすべて変わると伝える。続けてテレンスは、万が一それ以外の答えを言えば災いが起こると脅かされるカール。その場の雰囲気に押されたカールはイエスの誓いを立てるフリをしてやり過ごす。しかし外に出た直後、ホームレスから車に乗せて欲しいと言われたカールは、そばにニックがいたためつい「イエス」と答えてしまう。
カールは車中でホームレスの男が要求するまま「イエス」と答えるはめになり携帯電話や持ち金のほとんどを渡してしまう。ホームレスを降ろした後ガス欠になり連絡手段もないため数キロメートル離れたガソリンスタンドまでポリタンクを持って歩くカール。イエスマンなんてバカバカしいと思い始めた矢先、ガソリンスタンドでスクーターに乗る若い女性と出会う。置いてきた車の所まで彼女のスクーターに乗せてもらい、話の流れでキスまでしてもらい久しぶりに笑顔が戻る。
その後カールは、ノーマンから休日出勤を頼まれて「イエス」と答えたことで、昇進して給料が上がる。別の日、カールはピーターにこれまでの自分の言動を謝り、イエスマンになったことを伝える。しかしある時隣人からの頼まれた事へのお礼を断ったカールが、直後に災難に遭うとテレンスの言葉を思い出し考えを改める。カールはこれ以降選択肢には必ず「イエス」と答えるようになり、その後の人生は急展開を迎える。
数日後地元のちょっとしたライブに誘われたカールは、出演者としてスクーターの女性・アリソンが歌っているのを見つけて再会。カールは、彼女の仕事であるジョギングフォトに参加したり、二人で野外コンサートホールに忍び込んで二人だけの時間を過ごし親しくなっていく。ある日カールはアリソンと、行き先を決めずに空港から次に出る飛行機に乗るというアドリブ旅行でネブラスカ州に出かける。旅を楽しんだ二人は帰るために空港に行くが、カールがこれまでにイエスマンとして取った様々な行動が裏目に出て不審者として警察に捕まってしまう。弁護士としてピーターを呼び容疑は晴れるが、アリソンに自分の同棲の提案は教えの為に嫌々イエスと答えたのだと思われ、別れを告げられてしまう。
その後も今までイエスと答えて成功していた件が思わぬ事態を引き起こしていき……。

## 登場人物
カール・アレン
演 - ジム・キャリー、日本語吹替 - 山寺宏一
離婚歴のある独身男性。銀行員。趣味は自宅でのレンタルDVDの映画鑑賞。3年前の離婚を引きずっていて、それ以降塞ぎ込んであらゆる誘いを断っている。すぐバレる小さい嘘をついたり、言い訳ばかりする性格。その後ニックに影響を受けてイエスマン（イエス運動とも言っている）になる。
アリソン
演 - ズーイー・デシャネル、日本語吹替 - 浅野まゆみ
普段はジョギングフォト（走りながら景色を写真撮影する）のインストラクターをする傍ら、趣味でバンドのボーカルとして活動をしている。平凡な毎日を繰り返すことは苦手で、以前の元彼とはこのことが原因で破局した。カールから「衝動的で度胸があり心のままに生きている」と評される。

### カールの主な関係者
ノーマン
演 - リス・ダービー、日本語吹替 - いずみ尚
カールが働く銀行の支店長。癖のある話し方が特徴。趣味は変わったパーティーをすることで、ハリー・ポッターや映画300（スリー・ハンドレッド）のコスプレパーティーをしている。当初はカールとは馴染んでいなかったが、途中からお互いを「カー」「ノーム」と呼び合うようになる。
ピーター
演 - ブラッドリー・クーパー、日本語吹替 - 藤井啓輔
カールの友人。弁護士。2年間の交際を経てルーシーと婚約する。付き合いが悪くなったカールに不満を持っている。イエスマンになったカールに「イエス」と答えることを見越して色々と「○○してくれる?」と要求する。
ニック
演 - ジョン・マイケル・ヒギンズ、日本語吹替 - 多田野曜平
カールの知人。『イエスマン』となって人生を変えた人物。キリマンジャロに登山をしたりラオスに行ったりと世界を旅行して楽しく暮らす。カールをテレンスのセミナーに誘い、イエスマンになるきっかけをもたらす。
テレンス・バンドリー
演 - テレンス・スタンプ、日本語吹替 - 小林清志
イエスマンになるためのセミナー“YES!（イエス）”の代表。ニック曰く「天才で、手榴弾のようにこれまでの考えを吹っ飛ばす力を持っている」とのこと。

### カールと関わる他の人たち
ルーニー
演 - ダニー・マスターソン、日本語吹替 - 駒谷昌男
カールの友人。カールやピーターと一緒に酒を飲んだり遊びに付き合う。口ひげを生やしている。
リー
演 - アーロン・タカハシ
元々ルーニーの知り合いだったことからカールと出会う。普段は看護師をしている。ドゥカティのバイクが好き。
ティリー
演 - フィオヌラ・フラナガン、日本語吹替 - 竹口安芸子
カールと同じマンションに住むお婆さん。隣人としてカールに親しくしており朝食に誘ったり棚を作るのを頼んだりする。上下総入れ歯。
ウェスリー・T・パーカー
演 - ロッキー・キャロル
カールが働く銀行の副頭取。カールが個人融資を採用しまくったため直接話をしに来る。銀行に利益をもたらす部下には優遇するが、そうでない場合は厳しい処分を下す。
ステファニー
演 - モーリー・シムズ
カールの元妻。離婚を引きずっているカールとは違い、新しい彼氏と人前でイチャイチャしたり、タヒチに旅行するなど楽しく過ごしている。
ファラヌーシュ
演 - アンナ・クハジャ
イラン人女性。独身のカールが「イラン人花嫁紹介所ドットコム」なるネットサイトで見つけた女性。カールのことを「カルロ」と呼ぶ。
ルーシー　　
演 - サッシャ・アレクサンダー
ピーターの婚約者。面倒なブライダルシャワーをやってくれる友人がいないため、カールに依頼する。
自殺志願者の男（ジャンパー）
演 - ルイス・ガスマン
飛び降り自殺を図ろうとする男。これから自殺するのに色々と気を回す性格で「危ないから下の人どいて」などと言っている。
スミ
演 - ヴィヴィアン・バング
ブライダル店の店員。韓国系人らしく韓国の言葉を話す。ブライダル店で働いているが、自身は恋人がおらず密かに来店するカップルたちにコンプレックスを感じている。

## 製作
本作は、ユーモア作家ダニー・ウォレスの同名の回顧録が原作である。原作には、バスで出会った見知らぬ人との短い会話から、何事にも「イエス」と答えることを決意した6カ月間のことが綴られている。ウォレスは映画の最後のバーのシーンで、ダニー・マスターソンの後ろにいる人物に話しかけるシーンでカメオ出演している。
ジム・キャリーは、この映画への出演料の前払いを辞退した。代わりに彼には、映画の総収入から製作費とマーケティングコストを除いた額の36.2％を支払われた。
主人公が橋からバンジージャンプをするシーンの撮影中にキャリーが割り込み、自分自身でスタントをやりたいと言い出した。キャリーはスタントマンに、ワンテイクでやるつもりだと述べた。
バーで主人公が振り向きざまにウェイトレスに衝突して仰向けに倒れるシーンの撮影中、キャリーはスタントを誤って予想以上に強く床に倒れ、肋骨を3本折った。
キャリーは、本作のために韓国語の基礎を学んだ。語学コーチのジョン・ソングが雇われ、10週間かけてキャリーを指導した。主人公がギターを習うシーンのためにも、同様に本格的なトレーニングが必要であった。キャリーは幼少期にギターを弾こうとしたことがあるが、「一度もコードを覚える前にやめてしまった」。キャリーがHBOのインタビューで語っているのは、「基本的なコードを覚えるだけでも、これまで出演した映画の中で一番難しかったかもしれない。ペイトン（・リード）は、ギター演奏を吹き替えるか、あるいは完全にカットすると冗談を言ったくらいだ。」リードは、この映画の劇場公開後にデジタルダウンロード数が多かったサード・アイ・ブラインドの『Jumper』を演奏した。撮影の最終日の後、キャリーはセットのギターを「引退」させ、デシャネルはそれを保管した。このことについて聞かれたキャリーは、「あのギターも、どんなギターも、もう二度と必要ない。今までもそうだったし、これからもそうだ！」と答えた。
この映画のサウンドトラックには、代理ミュンヒハウゼン症候群（精神疾患）にちなんで名付けられた架空のバンド、『代理ミュンヒハウゼン』のオリジナル音楽が使われている。映画では、女優のデシャネルがリードボーカルを務め、サンフランシスコを拠点に活動するガールズバンド、ヴォン・アイヴァがボーカル、キーボード、ドラムを務めている。ヴォン・アイヴァのメンバーは、シンガーソングライターでありデュオ、シー&ヒムのメンバーでもあるデシャネルと共同で、映画のためにバンドの曲を書き、録音した。ヴォン・アイヴァは、映画の音楽監督であるジョナサン・カープがハリウッドのアメーバ・ミュージックで彼らの CD ジャケットを見て、映画の中の架空のアンサンブルの役を獲得したのだそうである。本作のDVD/Blu-rayリリースにあたり、デシャネルとヴォン・アイヴァは、MTVの音楽番組風のドキュメンタリーを撮影し、その中でいくつかの曲のミュージックビデオを模擬的に撮影している。また、本作には、映画には収録されていない全曲演奏も収録されている。
また、サウンドトラックにはイールズの9曲が収録されており、その中には『Man Up』というタイトルの新曲も含まれている。
映画冒頭のキャリーの着信音からのイントロ音楽は、ジャーニーの『セパレイト・ウェイズ』が使われている。同曲は、主人公が病院を抜け出して早朝のジョギング会に駆けつける際にも使用されている。

## 評価
レビュー・アグリゲーターのRotten Tomatoesでは156件のレビューで支持率は46%、平均点は5.30/10となった。Metacriticでは30件のレビューを基に加重平均値が46/100となった。

## 外部サイト
- 公式ウェブサイト（英語）